# Josef Adam Braun
Josef Adam Braun (russisch Иосиф Адам Браун; * 1712 in Asch; † 22. Septemberjul. / 3. Oktober 1768greg. in St. Petersburg) war ein deutsch-russischer Physiker und Hochschullehrer.

## Leben
Braun kam nach St. Petersburg und wurde 1746 Mitglied der St. Petersburger Akademie der Wissenschaften. 1748 wurde er Professor der Philosophie an der Akademie-Universität der St. Petersburger Akademie der Wissenschaften. Als Erster erreichte er im Labor die niedrige Temperatur von −42 °C, so dass er bei der Untersuchung der Eigenschaften des Quecksilbers zusammen mit Michail Lomonossow den Gefrierpunkt des Quecksilbers bestimmen konnte. Darauf untersuchte er insbesondere das Verformungsverhalten des festen Quecksilbers. Er erreichte Temperaturen von −65 °C.
Braun arbeitete auch auf dem Gebiet der Meteorologie und Philosophie. Er entwickelte eine eigene Theorie der Schwerkraft.
Braun war verheiratet mit Georg Wilhelm Richmanns Witwe.